# Исла-Гроса
Исла-Гроса (исп. Isla Grosa) — остров в Средиземном море, административно относится к муниципалитету Сан-Хавьер комарки Уэрта-де-Мурсия (Мурсия). Находится в 2,5 км восточнее косы Ла-Манга (побережье Коста-Калида).

## География
Остров высотой до 90 м и площадью 0,17 км² необитаем, имеет вулканическое происхождение. Воды вокруг острова отличаются биологическим разнообразием видов и входят в морской резерват Ислас-и-Ислотес-дель-Литораль-Медитерранео.
Остров служит местом обитания и гнездования морских птиц: буревестников, бакланов, чаек (в том числе и редкой чайки Одуэна).

## История
До XVIII века остров служил пристанищем пиратов. После Второй мировой войны вплоть до 2000 года остров был военной зоной, местом подготовки специальных подразделений по борьбе с водолазами и обезвреживанию взрывных устройств.
На морском дне возле Исла-Гроса обнаружено затонувшее финикийское судно, которое датируется V веком до нашей эры. Груз корабля состоял из олова, свинца и слоновьих бивней. Найденное было передано в Музей подводной археологии в Картахене.